# Krajinski park Kamenščak, Hrastovec
Krajinski park Kamenščak, Hrastovec ima izjemen naravovarstveni pomen predvsem zaradi ohranjene povezanosti vodnega in gozdnega ekosistema. Za skupino dvoživk je to zelo pomembno, saj imajo tako na razpolago primerne vodne in kopenske habitate. Sega na območje občin Pesnica, Duplek in Lenart v Slovenskih goricah. Razprostira se na 851 ha površine.

## Kamenščak
Kamenščak je gozdnati del Slovenskih goric, ki od južne in vzhodne strani oklepa grad Hrastovec. To je osamel kamnit otok plitvega osamelega krasa z vrtačami in kraškimi izviri, ki je neobičajen pojav za ta del Slovenije. Razteza se v širini enega do dveh kilometrov od Dupleka do Hrastovca in sestavlja do 100 m debelo, večkrat prelomljeno ploščo litotaminjskega apnenca.

## Grad Hrastovec
Grad Hrastovec je danes namenjen pacientom Zavoda za duševno in živčno bolne. Manjša utrdba se omenja že v 13. stoletju, grad pa šele po letu 1443. Grad s svojo mogočnostjo potrjuje to, kar so njegovi lastniki hoteli dati prišlekom že na prvi pogled; da tu vladajo Herbersteini - ena namočnejših plemiških rodbin na Slovenskem. Ogledati si je mogoče grajsko dvorišče, sicer pa je grajsko poslopje za ogled zaprto.

## Reka Pesnica
Pesnica je nekoč z meandri vijugala ob robu Pesniške doline in z značilnim obvodnim rastlinstvom ustvarjala ugodne razmere za bogato življenje ob reki. Danes je potok reguliran - uspeli so ohraniti le majhen kos stare Pesnice pod Hrastovcem.

## Ribniki
V okolicu gradu je več skromnih ribnikov, ki so ostanki starih grajskih ribnikov. Ribnik Pristava in Šikarjev ribnik sta le ribogojnici, za naravovarstvo pa je pomembnejši Ribnik Komarnik, ki je domovanje različnih vrst vodnih ptic (galebi, divje race, labodi, liske, ponirki, ...)